# Allobates undulatus
Allobates undulatus är en groddjursart som först beskrevs av Myers och Donnelly 200.  Allobates undulatus ingår i släktet Allobates och familjen Aromobatidae. IUCN kategoriserar arten globalt som otillräckligt studerad. Inga underarter finns listade i Catalogue of Life.